# Mionochroma electrinum
Mionochroma electrinum är en skalbaggsart som först beskrevs av Pierre Émile Gounelle 1911.  Mionochroma electrinum ingår i släktet Mionochroma och familjen långhorningar.
Artens utbredningsområde är:
- Paraguay.
- Uruguay.

Inga underarter finns listade i Catalogue of Life.